# Werner Ballmann

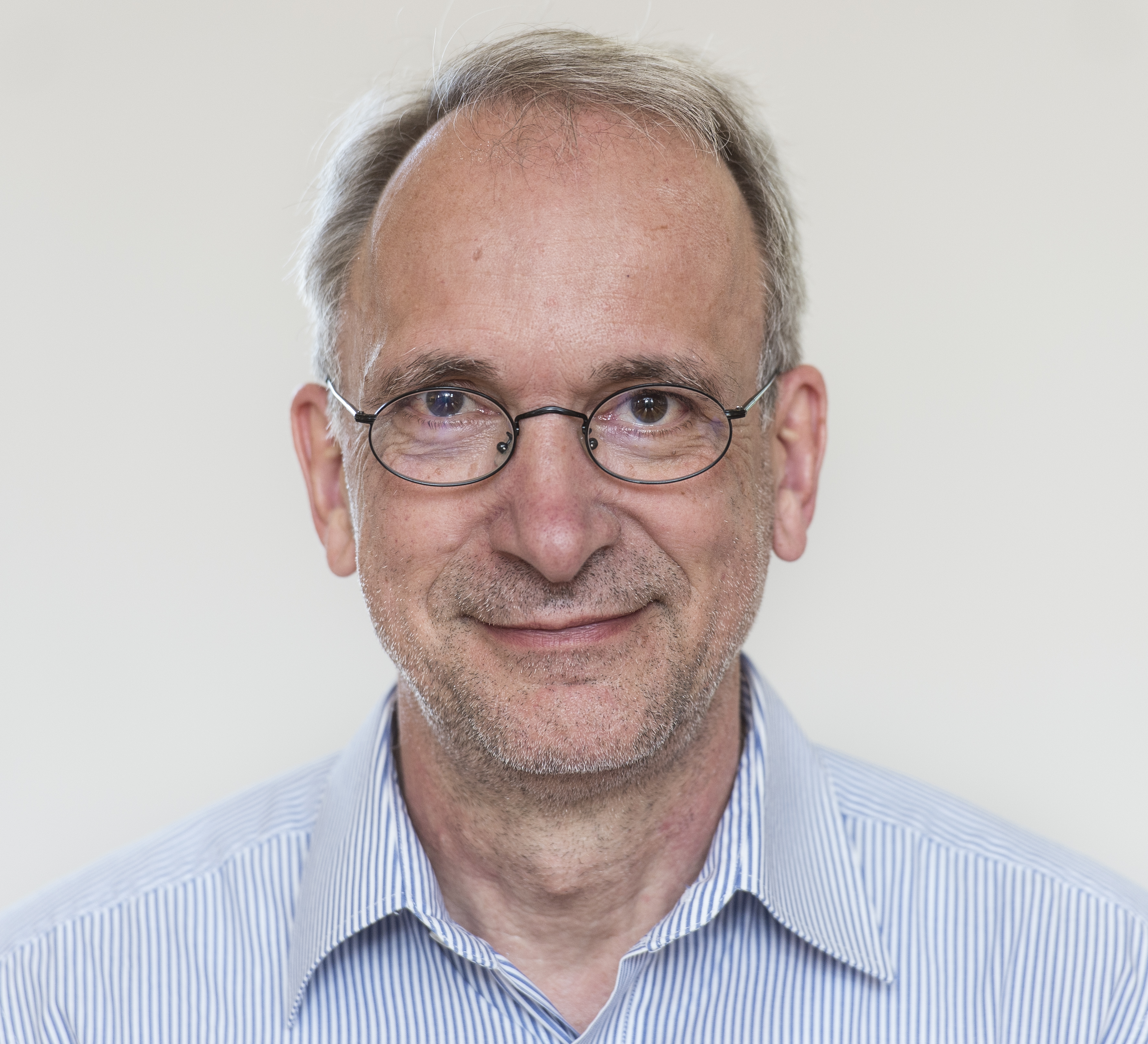
Werner Ballmann

Hans Werner Ballmann  (* 11. April 1951 in Hillesheim) ist ein deutscher Mathematiker, der sich mit  Differentialgeometrie und globaler Analysis beschäftigt.

## Leben
Werner Ballmann studierte an der Universität Bonn Mathematik. Er erwarb 1976 seinen Diplom-Abschluss und wurde 1979 bei Wilhelm Klingenberg promoviert (Einige neue Resultate über Mannigfaltigkeiten nicht positiver Krümmung). Er war dann wissenschaftlicher Assistent in Bonn, habilitierte sich dort 1984, war 1980/81 als Post-Doktorand an der University of Pennsylvania in Philadelphia und ab 1984 Associate Professor an der University of Maryland in College Park. Er wurde 1986 außerordentlicher Professor in Bonn und dann 1987 Ordinarius an der Universität Zürich. Als Nachfolger von Wilhelm Klingenberg hatte er von 1989 bis 2016 den Lehrstuhl für Differentialgeometrie an der Universität Bonn inne. Von 2007 bis 2019 war er Direktor am Max-Planck-Institut für Mathematik, seit 2019 ist er emeritiert.
Von 1996 bis 1999 war Werner Ballmann Sprecher des Sonderforschungsbereichs Nichtlineare partielle Differentialgleichungen (SFB 256), von 2003 bis 2010 Mitglied des Präsidiums der Deutschen Mathematiker-Vereinigung (DMV), von 2004 bis 2012 Mitglied im Rat des Mathematischen Forschungsinstituts Oberwolfach, von 2009 bis 2015 Mitglied im Verwaltungsrat des Institut des Hautes Études Scientifiques in Bures-sur-Yvette und von 2009 bis 2012 Koordinator des Hausdorff Center for Mathematics in Bonn. Er war Mitherausgeber mehrerer wissenschaftlicher Zeitschriften, unter anderem der Inventiones mathematicae von 1996 bis 2007.
Werner Ballmann war eingeladener Sprecher beim Internationalen Mathematikerkongress in Berkeley 1986 (Manifolds of nonpositive sectional curvature and manifolds without conjugate points). Seit 2007 ist er Mitglied der Leopoldina. Im Mai 2017 hielt er die Gauß-Vorlesung der DMV in Kiel.
Zu seinen Schülern zählen Christian Bär, Vicente Cortés, Alexander Lytchak, Dorothee Schüth, Gregor Weingart und Anna Wienhard.

## Werk
Werner Ballmann befasst sich mit Differentialgeometrie und globaler Analysis. Unter anderem untersuchte er geschlossene Geodätische, die Struktur von Räumen nicht-positiver Krümmung und Anwendungen in der geometrischen Gruppentheorie, die Laplace-Gleichung mit Dirichlet-Randbedingung im Unendlichen auf Räumen nicht-positiver Krümmung und das Spektrum von Dirac- und Laplace-Operatoren. Eines seiner Hauptresultate ist der so genannte Rangstarrheitssatz. Dieses Theorem besagt, dass eine vollständige Riemannsche Mannigfaltigkeit nicht-positiver beschränkter Krümmung und endlichen Volumens vom Rang mindestens zwei lokal ein symmetrischer Raum oder ein Produkt ist.

## Schriften
- Einführung in die Geometrie und Topologie, Basel: Birkhäuser 2015, ISBN 978-3-0348-0900-9.
- Lectures on Kähler manifolds, ESI Lectures in Mathematics and Physics. EMS Publishing House 2006, ISBN 978-3-03719-025-8.
- Lectures on spaces of non positive curvatures (PDF; 818 kB), DMV Seminar, Birkhäuser 1995.
- Spaces of non positive curvature, Jahresbericht DMV, Band 103, 2001, S. 52–65.
- mit J. Swiatkowski: On {\displaystyle L^{2}}-cohomology and property (T) for automorphism groups of polyhedral cell complexes. Geom. Funct. Anal. 7 (1997), no. 4, 615–645.
- mit M. Brin: Orbihedra of nonpositive curvature. Inst. Hautes Études Sci. Publ. Math. No. 82 (1995), 169–209 (1996).
- Nonpositively curved manifolds of higher rank, Ann. of Math. 122 (1985), S. 597–609.
- mit G. Thorbergsson und W. Ziller, Closed geodesics on positively curved manifolds, Ann. of Math. 116 (1982), S. 213–247.
- Der Satz von Lusternik und Schnirelmann, Bonner Mathematische Schriften, Band 102, 1978, S. 1–25.